# 伊那市立東部中学校
伊那市立東部中学校（いなしりつとうぶちゅうがっこう）は、長野県伊那市日影にある公立中学校である。

## 概要
1962年に、伊那東中学校・美篶中学校・手良中学校・新山中学校の4校を統合して開校。開校当初は形式上の統合であったため校舎が統合前の4校に分かれていたが、1964年にひとつの校舎に正式に統合されて現在に至っている。
2012年、東日本大震災の津波による塩害で構内の桜が枯れてしまった仙台市立高砂中学校に、生徒会の働きかけで2本のタカトオコヒガンザクラの苗木を贈呈した。その後も文化祭への招待やスカイプ、Zoomでの生徒同士の交流など、様々な形で両校の交流を深める活動が続いている。

## 沿革
伊那市情報教育研究会および仙台市教育センターによる。
- 1962年（昭和37年）4月　開校。
- 1964年（昭和39年）
  - 3月　校舎完成。
  - 4月　それまで統合前の4校に分かれていた校舎が現在の場所に統合される。
- 1971年（昭和46年）3月　同窓会結成、発足。
- 1981年（昭和56年）10月　開校20周年記念式典。
- 1991年（平成3年）10月　開校30周年記念行事。校名札を記念品として玄関に設置。
- 2011年（平成23年）3月　第50期生徒会が東日本大震災への義援金を募り17万円を寄付。
- 2012年（平成24年）
  - 1月　第51期生徒会の「高遠さくらで被災地を元気に！」プロジェクトスタート。
  - 7月　仙台市立高砂中学校へ復興のシンボルとしてタカトオコヒガンザクラを贈る「さくらプロジェクト」を全校へ提案。
  - 11月15日　高遠コヒガンザクラの苗2本を高砂中に寄贈、現地で高遠コヒガンザクラ植樹式を行う。
- 2013年（平成25年）3月9日　高砂中に「復興さくらプロジェクト記念碑」（2本の桜の名前である「希望（あかり）」と「未来（みち）」の文字が刻まれている）を建立、除幕式を行う。
- 2014年（平成26年）
  - 9月28日、29日　第45回すず竹祭に高砂中生徒会役員、職員（生徒6人、引率5人、PTA3人）らを招待し、両校生徒会長により、今後の交流進展を誓う「絆宣言」を発表。パネル「絆宣言」を作成し、両校に掲示。また、高砂中より仙台七夕飾り2本が贈呈された。
  - 10月　学校給食表彰で文部科学大臣賞受賞。
- 2015年（平成27年）3月　校舎改築工事竣工式。

## 著名な出身者
- 春日郁朗 - 東京大学大学院工学系研究科都市工学専攻水環境制御研究室 准教授
- 常田大希 - ミクスチャーロックバンド・King Gnuのリーダー兼プロデューサー
- 井口理 - ミクスチャーロックバンド・King Gnuのボーカル・キーボード担当
- 池上桃花 - ソフトボール選手

## 周辺
- 伊那日影郵便局
- 伊那公園
- 県営伊那野球場
- 伊那市民プール
- 伊那警察署